# 沙特阿拉伯航空162号班机事故
1980年12月22日，沙特阿拉伯162号班机从沙特阿拉伯法赫德国王国际机场飞往巴基斯坦真纳国际机场，其上载有机组成员与乘客共292人。飞机途径卡塔尔水域上空，因高海拔导致失控減壓，造成机上2名人员死亡。

## 机型
事故班机型号为洛歇L-1011，注册编号HZ-AHJ，生产流水线号1161。

## 事故
事故发生在班机起飞不久上升至海拔29000英尺（约8839米）的高空中；飞机一个主机轮卡入起落架后爆炸，在机身以及客舱地板上留下了一个破洞，2名乘客随机被气流拽入洞口身亡；机长随后联系地面要求紧急迫降，随后着陆于卡塔尔的多哈国际机场。

## 可能原因
经初步判定，事故发生原因可能是由于飞机主机轮毂金属疲劳，从而造成机轮爆炸；爆炸后的机轮碎片穿透飞机座舱并造成爆炸性减压。古德里奇公司和洛克希德·马丁航空航天制造厂商应对其失败的轮胎设计共同担责；此外，美国联邦航空管理局还被查出对相关航天制造厂监督不力。

## 事后处理

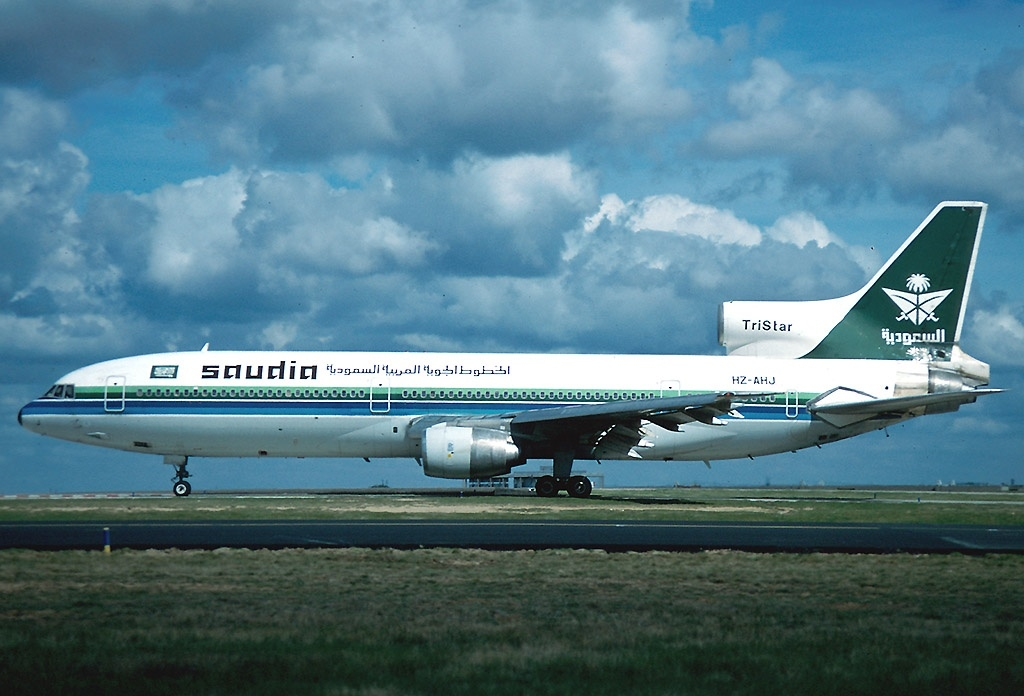
事故飞机于1996年

沙特阿拉伯162号班机在修复后恢复运行，依旧属沙特阿拉伯航空公司旗下。直到1999年报废拆解。